# 青20号

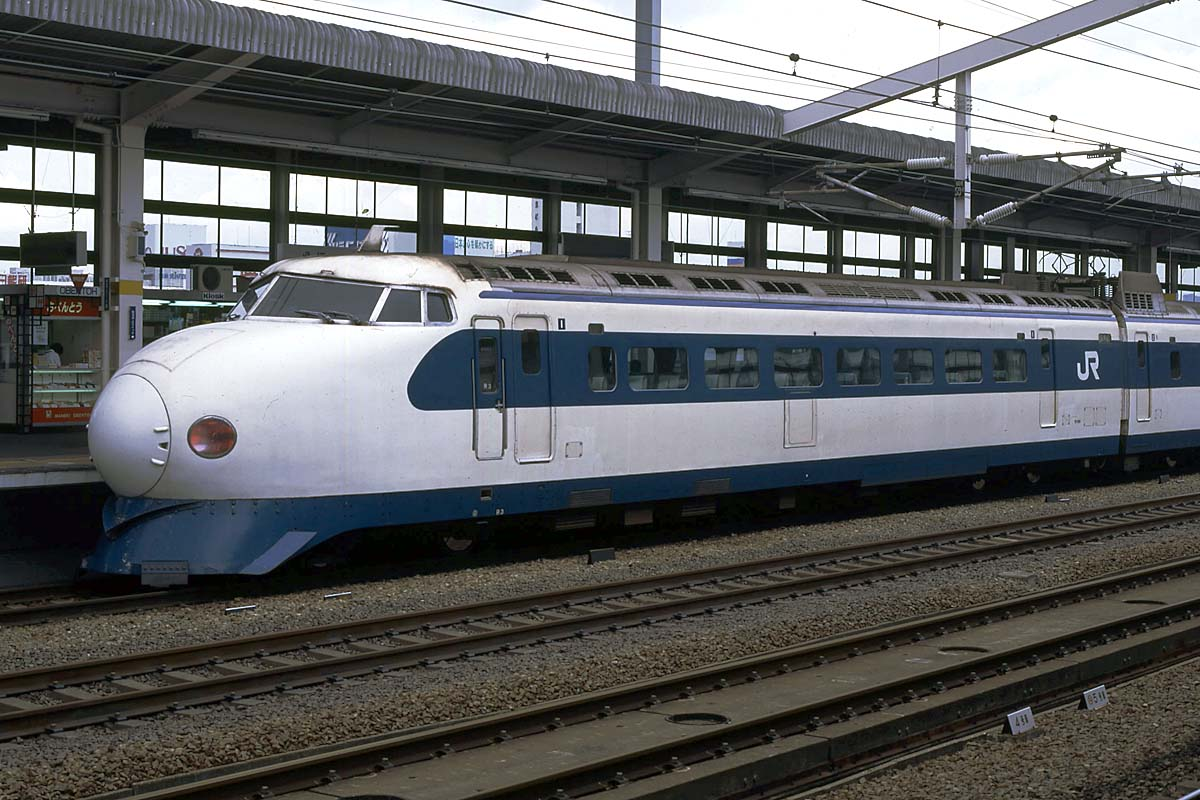
初めて青20号を採用した新幹線0系電車

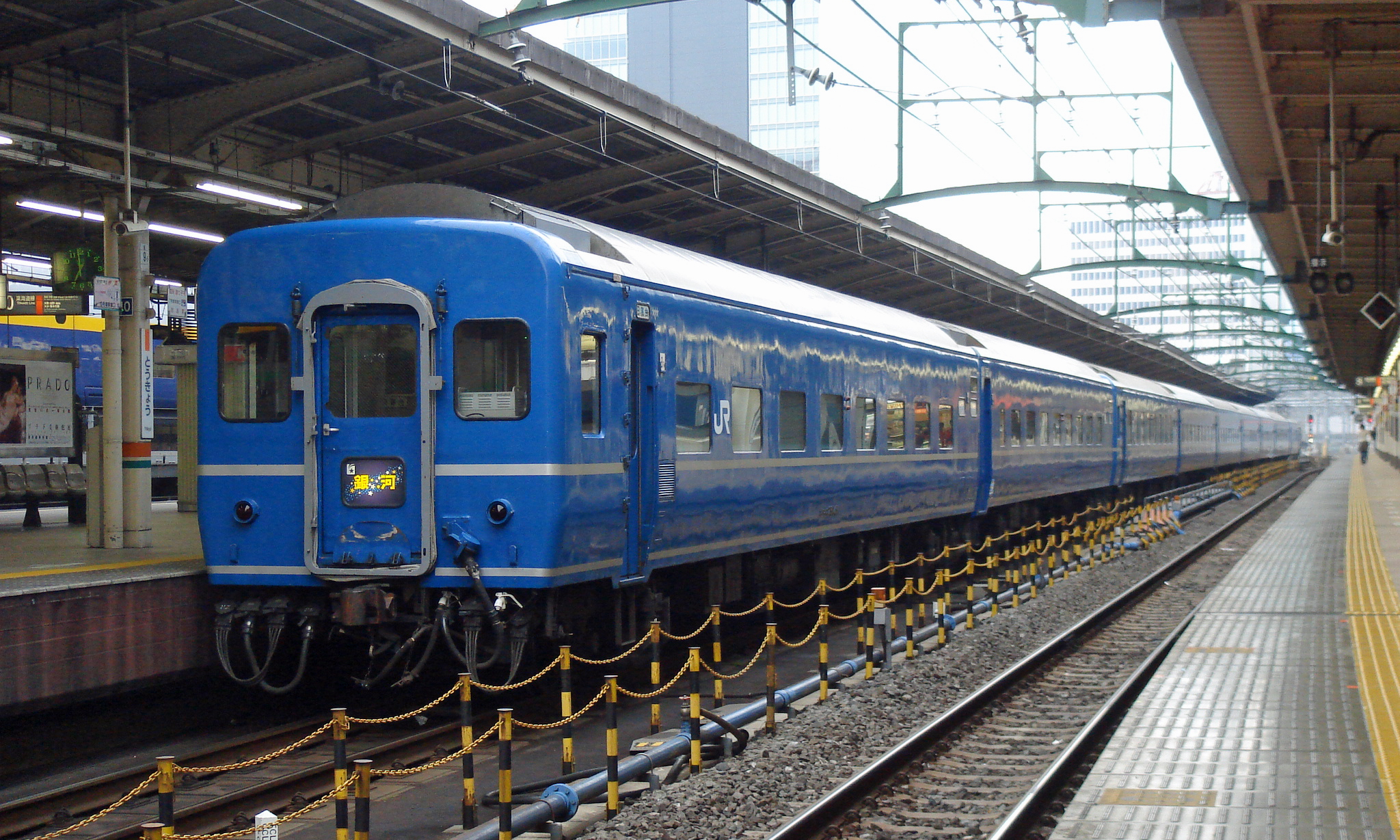
青20号を地色とした24系客車

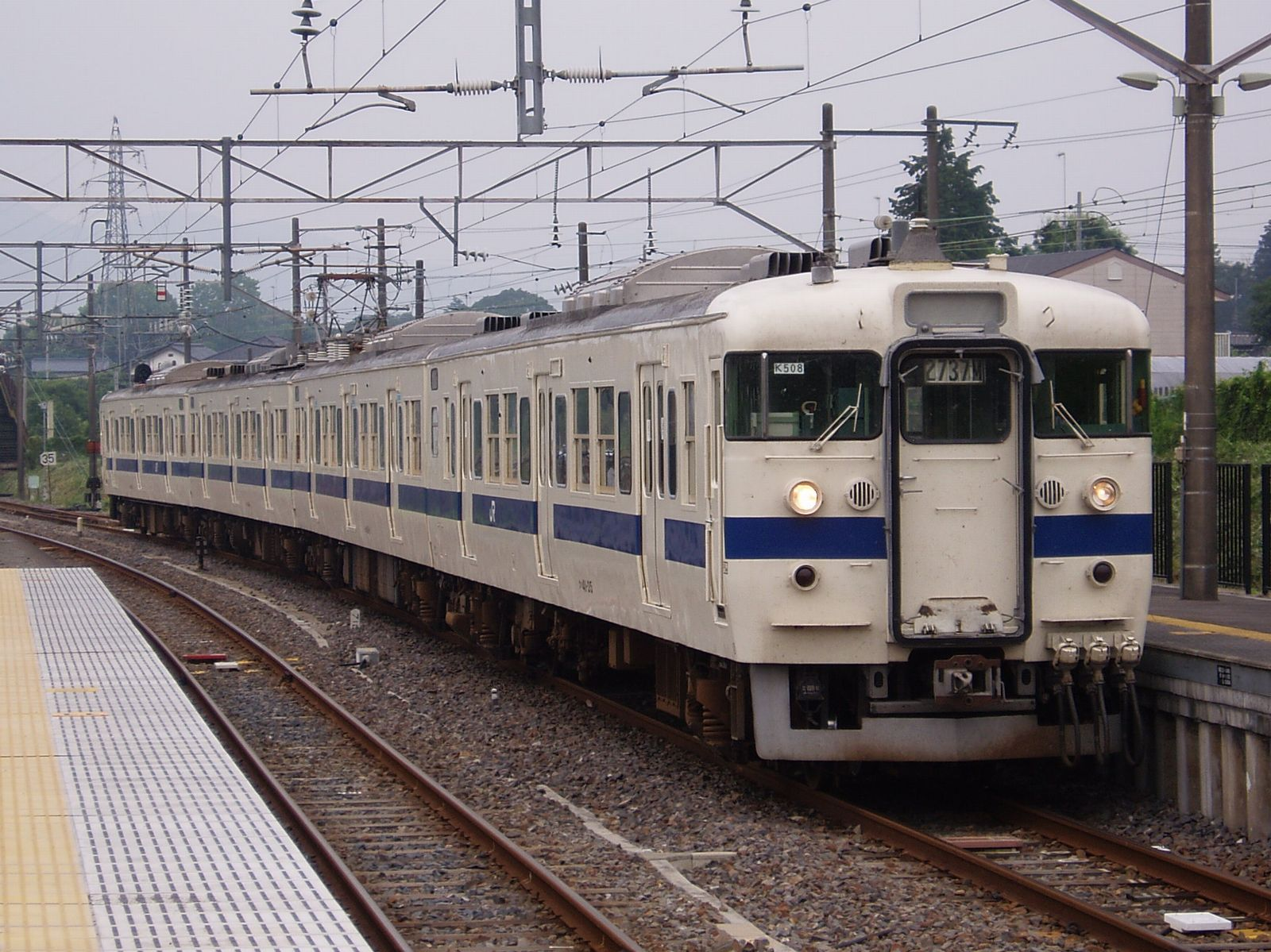
青20号を帯色とした常磐線415系電車

青20号（あお20ごう）は、日本国有鉄道（国鉄）が定めた色名称の1つである。

## 概要
それまで標準的に使用されていた青15号よりも明るい青色で、国鉄部内での慣用色名称は「ブライトブルー」である。マンセル値は「4.5PB 2.5/7.8」。
1964年の新幹線0系電車の窓周りの帯の色として初めて採用。JR移行後も、東海道新幹線で運行される車両の帯色として使用されている。それゆえ「新幹線ブルー」の異名もある。
1970年には12系客車の地色に採用され、14系寝台車が登場した1971年以降は、特急形寝台客車の地色として使用された。なお、14系寝台車が登場直後は「ニューブルートレイン」とも称されたため、この色についても「ニューブルートレイン色」と呼ばれたことがあり、鉄道模型用の塗料である「タカラ鉄道カラー」においても、そのように称していた。
変わった例としては、福塩線において戦前型旧形国電が、青20号1色に塗装されていたことがある。
また、1981年に登場した福塩線105系の帯色に採用されたのを皮切りに、国鉄末期に登場した地域塗装の帯色としても採用された。
西日本旅客鉄道（JR西日本）のコーポレートカラー、北陸本線の413系、419系、471系、475系、457系(新塗装)、上越新幹線・北陸新幹線のE7系･W7系の青色部分もこの色に近い色合いである。

## 使用車両

### 新幹線
- 0系
- 100系
- 300系 - 9000番台の登場時は水色だった。
- 700系 - 7000番台「レールスター」を除く。
- N700系 - 山陽・九州新幹線用車両を除く。
- N700S系 - 初期製造車のみ。

### 客車
- 国鉄12系客車
- 国鉄14系客車
- 国鉄24系客車

### 電車
- JR東日本
  - 415系電車 - 常磐線色の帯色
  - E531系電車 - 同上
  - E217系電車 - 横須賀線の更新車の帯色
  - E235系電車 - 横須賀線の帯色
  - E231系電車 - 2021年に期間限定で、常磐・成田線で運用される5両編成1本がスカ色になった。
- JR東海
  - 211系電車 - 国鉄末期に名古屋地区に投入された車両の帯色
  - 371系電車 - 上記の新幹線100系をモチーフにしたといわれている。
- JR西日本
  - 103系電車 - 瀬戸内色の帯色
  - 105系電車 - 福塩線色の帯色
  - 113系電車 - 瀬戸内色・初代福知山色の帯色
  - 115系電車 - 同上

### 気動車
- 国鉄キハ35系気動車 - 相模線用の帯色

### 電気機関車
- EF510形500番台 - 北斗星塗色機の車体色

### ディーゼル機関車
- DD51形 - 北斗星塗色機の車体色
- DE10形 - 東武鉄道に譲渡された1109号機のみJR北海道に所属したDD51形と同じ北斗星塗色

## 近似色
- 青15号 - インクブルー
- 藍色
- インディゴ
- 青
- 小田急電鉄で、2007年以降に使用されている通勤型車両の青帯の色（インペリアルブルー）も、この色に近い。